# Alain Weber
Alain Weber (* 8. Dezember 1930 in Château-Thierry; † 14. November 2019) war ein französischer Komponist.

## Leben
Alain Weber studierte am Pariser Konservatorium bei Jules Gentil Klavier, René Challan Harmonielehre, Noël Gallon Kontrapunkt, Tony Aubin Komposition und bei Olivier Messiaen. 1952 gewann er den Prix de Rome. Er unterrichtete als Professor für Kontrapunkt am Konservatorium.
Weber komponierte eine Kammeroper, ein Ballett, eine Sinfonie und zahlreiche kammermusikalische Werke.

## Werke
- Trois mélodies für Stimme und Klavier
- Cinq Poèmes für Stimme und Orchester
- Synecdoque für Oboe
- Thème et variations für Cello und Klavier
- Sonatine für Flöte und Fagott
- Palindromes für Fagott und Klavier
- Trio d’anches
- Variantes für zwei Schlagzeuger und Klavier
- Bläserquintett
- Klarinettensextett
- Variations für Klavier und Schlagzeug
- Exergues, Suite für Streichorchester
- Variations für Streichorchester
- Concertino für Klavier
- Concerto für Posaune
- Strophes, für Trompete, Streichorchester und Schlagzeug
- Commentaires concertants für Flöte und Orchester
- Solipsisme für Streichquartett, Streichorchester, Klavier und Schlagzeug
- Le Petit Jeu, Ballett
- La Voie unique, Kammeroper